# بيتر بالمر
بيتر بالمر (بالإنجليزية: Peter Palmer)‏ هو ممثل أمريكي، ولد في 20 سبتمبر 1931 في الولايات المتحدة. من الجوائز التي نالها جائزة المسرح العالمي سنة 1957.

## جوائز
- جائزة المسرح العالمي (1957)

## وصلات خارجية
- بيتر بالمر على موقع IMDb (الإنجليزية)
- بيتر بالمر على موقع ألو سيني (الفرنسية)
- بيتر بالمر على موقع ميوزك برينز (الإنجليزية)
- بيتر بالمر على موقع أول موفي (الإنجليزية)
- بيتر بالمر على موقع قاعدة بيانات برودواي على الإنترنت (الإنجليزية)
- بيتر بالمر على موقع ديسكوغز (الإنجليزية)
- بيتر بالمر على موقع قاعدة بيانات الفيلم (الإنجليزية)
- بيتر بالمر على موقع كينوبويسك (الروسية)